# Veolia Transport

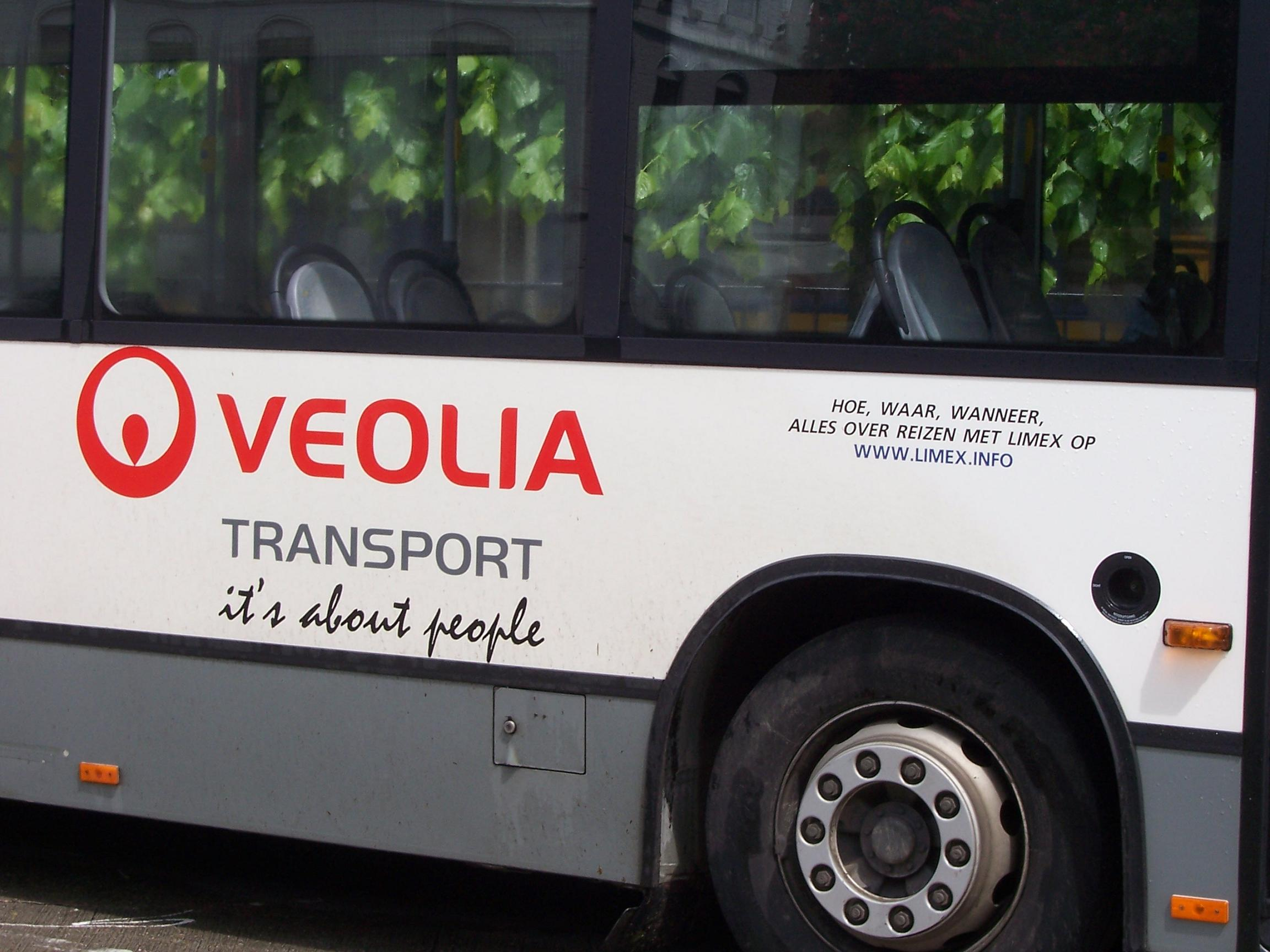
Bus van Veolia Transport

Veolia Transport is een grote multinationale onderneming in het openbaar vervoer en via Veolia Cargo ook in het goederenvervoer. Veolia Transport opereerde tot 2006 onder de handelsnaam Connex en bijna een eeuw als Compagnie Générale d’Entreprise Automobiles (CGEA). Het is onderdeel van Veolia Environnement, een oorspronkelijk Frans concern met 300.000 werknemers dat zich met allerlei dienstverlening bezighoudt.

## Geschiedenis
Compagnie Générale d’Entreprise Automobiles werd in 1911 opgericht door de Franse broers Latil voor het personenvervoer en het ophalen van huisvuil en overig afval. Het familiebedrijf groeide uit tot een van de grootste vervoersondernemingen van Frankrijk en werd in 1980 verkocht aan een groot Frans watermanagementbedrijf, Compagnie Générale des Eaux (CGE). CGEA werd een volle dochter van CGE.
Vanaf 1992 breidde CGEA voor het eerst uit buiten Frankrijk. Eerst alleen in Portugal, maar in 1997 verwierf CGEA vervoerscontracten in Duitsland en een kleine deelneming in Nederland. Een jaar later werd het Zweedse Linjebus opgekocht, inclusief dochterondernemingen in Zweden, België, Noorwegen, Denemarken en Duitsland. In 1998 besloot Générale des Eaux een Houdstermaatschappij op te richten. CGEA werd een onderdeel van Vivendi Environnement, dat vanaf 2003 Veolia Environnement ging heten. In 2000 verdween na 89 jaar de naam CGEA en werd vervangen door de nieuwe naam Connex en in 2006 door Veolia Transport.
Inmiddels zijn er fusieplannen en gesprekken op gang om Veolia Transport te laten fuseren met Transdev, welke nu 42% eigenaar van Veolia Transport is. Wegens het feit dat Transdev in een consortium met de Bank Nederlandse Gemeenten eigenaar is van Nederlands grootste vervoersbedrijf Connexxion, mag van de Nederlandse Tweede Kamer op initiatief van de SP de fusie niet doorgaan.
Transdev ging in 2011 een fusie aan met Veolia, ondanks alle bezwaren. Het bedrijf heette vanaf toen Veolia Transdev. Veolia Transport en Connexxion werden dochterondernemingen. In maart 2013 werd bekendgemaakt dat wegens financiële problemen na de fusie Transdev zelfstandig verder zou gaan en Veolia Environnement haar vervoerstak zou verkopen. Transdev was van plan om uit 10 van de 27 landen te verdwijnen. In Nederland zou Veolia Transport Nederland worden verkocht, maar Connexxion blijven bestaan.

## Nederland

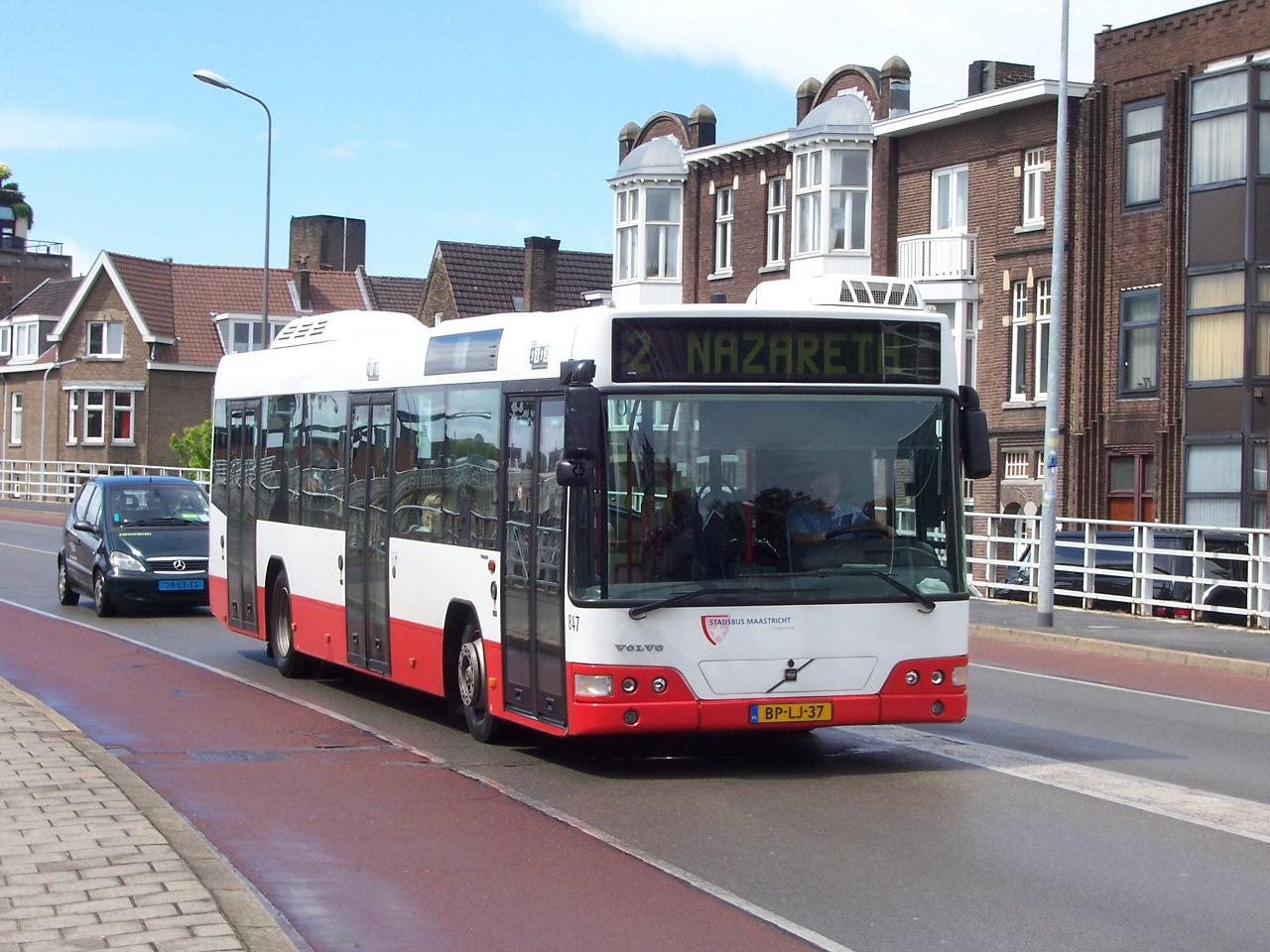
Stadsbus Maastricht heet nu Veolia Transport

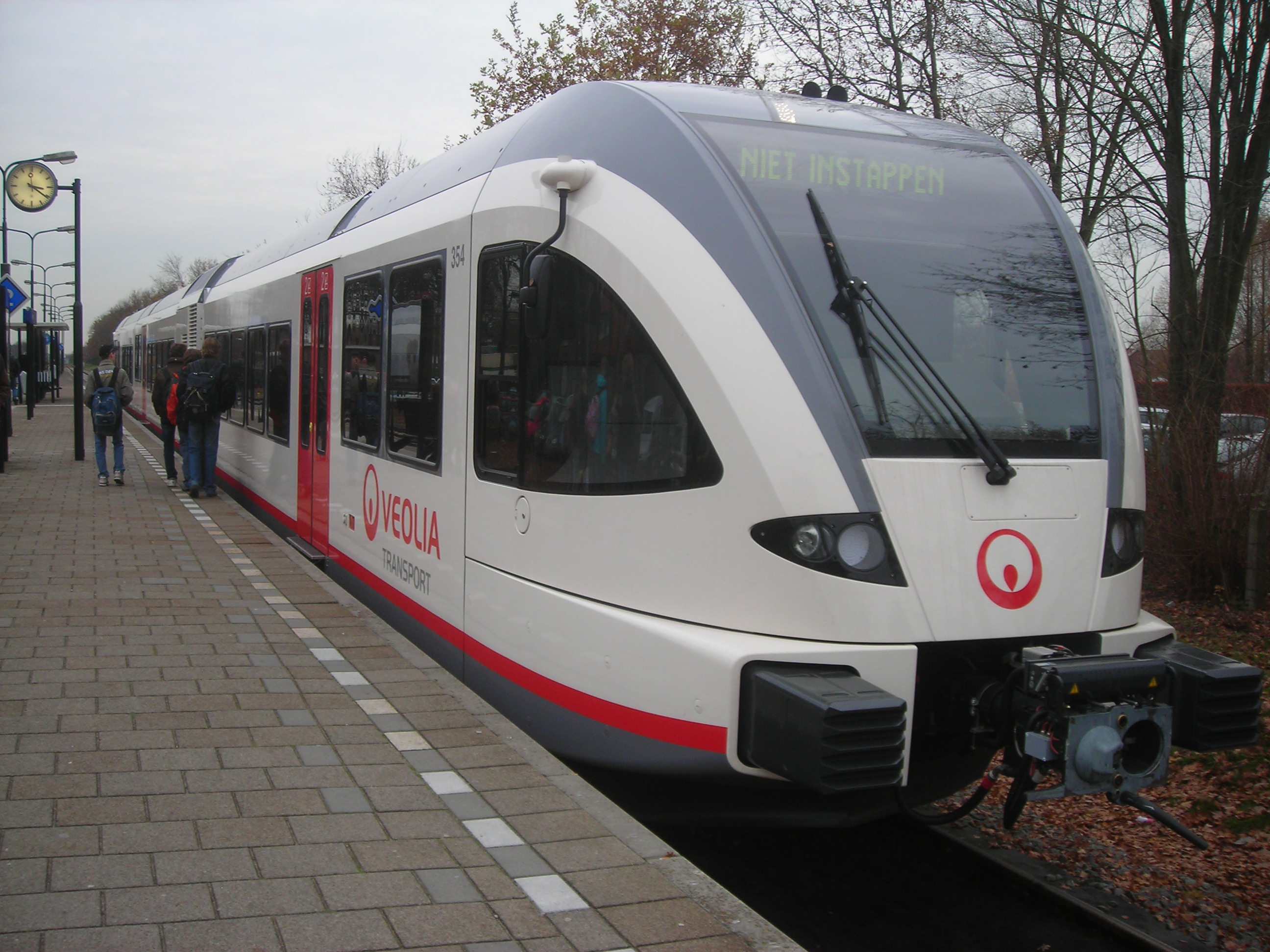
Een Velios-trein van Veolia Transport

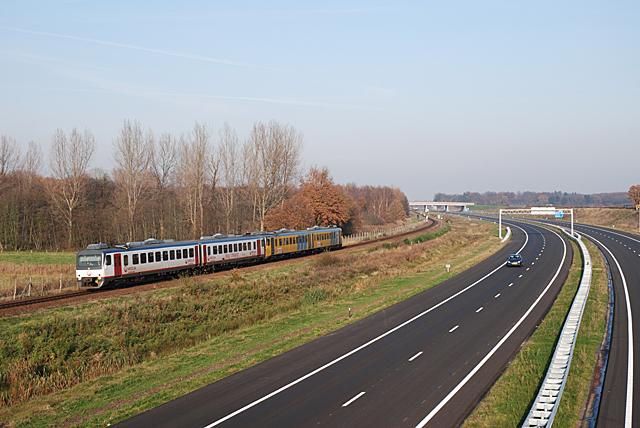
De enige Wadloper in Veolia-kleurstelling (3226) en een Veolia-Wadloper in oude stijl op de Maaslijn

In Nederland begon CGEA in 1997 met een deelname van zeventig procent in het kleine Lovers Rail. Rederij Lovers had deze dochter opgericht om de concurrentie met de NS aan te gaan en had een sterke partner nodig om door te groeien. CGEA zag hier een gelegenheid in om voet op Nederlandse bodem te zetten, maar trok in 1999 de stekker uit Lovers Rail.
Veolia Transport Nederland voert de concessies in Nederland deels uit onder de naam Veolia Transport, maar ook onder de namen BBA en Personen- en Zorgvervoer Nederland (PZN). Veolia streeft ernaar uitsluitend diensten aan te bieden onder haar eigen naam: andere merknamen en diverse werkmaatschappijen worden geleidelijk veranderd naar Veolia. Het bedrijf voert in Nederland concessies uit in Limburg en Haaglanden (regionaal busvervoer). Veolia was ook eigenaar van de bedrijven Stadsbus Maastricht (SBM) en Limex, die in Maastricht en het Heuvelland het openbaar vervoer verzorgden. Deze aparte concessies gingen onderdeel uitmaken van de concessie Zuid-Limburg.

### Concessies
|  | Concessie                      | Vervoerstype            | Begintijd  | Eindtijd   | Overgegaan naar   | Opmerking                                                                                                |
|  | ------------------------------ | ----------------------- | ---------- | ---------- | ----------------- | --- |
|  | Noord en Midden Limburg        | Bus, Trein en Regiotaxi | 10-12-2006 | 10-12-2016 | Arriva            | Concessie gaat op 11-12-2016 verder als één concessie met Zuid-Limburg                                   |
|  | Zuid-Limburg                   | Bus, Trein en Regiotaxi | 10-12-2006 | 10-12-2016 | Arriva            | Concessie gaat op 11-12-2016 verder als één concessie met Noord- en Midden-Limburg.                      |
|  | Haaglanden                     | Bus                     | 30-08-2009 | 27-08-2019 | Connexxion        | vanaf 10-12-2016 i.v.m. het beëindigen van Veolia Transport                                              |
|  | Zeeuws-Vlaanderen              | Bus                     | 10-12-2006 | 13-12-2014 | Connexxion        | Veolia heeft nog tot maart 2015 diensten gereden om de overgang naar Connexxion soepel te laten verlopen |
|  | West-Brabant                   | Bus                     | 10-12-2006 | 31-12-2014 | Arriva            | |
|  | Midden-Brabant                 | Bus                     | 10-12-2006 | 31-12-2014 | Arriva            | |
|  | Fast Ferry Vlissingen-Breskens | Bus                     | 16-01-2011 | 31-12-2014 | Provincie Zeeland | Na een concessie uitvraag heeft geen enkele vervoerder gereageerd.                                       |

### Veolia Transport Cargo
Sinds 2004 is Veolia ook actief in het Nederlandse goederenvervoer, eerst onder de naam Connex Cargo Nederland BV, sinds februari 2006 als Veolia Cargo Nederland BV.
In een later stadium heeft Veolia Cargo het concern Rail4Chem overgenomen. Dit bleek echter geen succes en het hele bedrijf (Veolia Cargo incl. haar dochters) is verkocht aan Crossrail.
Hierdoor is er een einde gekomen aan de Cargo tak van Veolia Transport.

### Veolia gaat stoppen
In 2012 is besloten dat Veolia Environment waarschijnlijk gaat stoppen met de voorziening van het openbaar vervoer in onder andere grote delen van Nederland. Hiervoor zijn de aandelen van Veolia Environment in het bedrijf Veolia Transdev afgestaan aan Transdev. Wegens financiële problemen is besloten om de activiteiten in 10 van de 27 landen te staken en de bedrijven in die landen te koop te zetten. Hierdoor is onder andere Veolia Transport Nederland te koop gezet. De nieuwe eigenaar is hierbij wel genoodzaakt zich te houden aan de concessievoorwaarden van Veolia Transport. Echter blijft Veolia Transport Nederland nog wel meedoen met nieuwe aanbestedingen in Nederland, daar waar Connexxion zich niet inschrijft. Veolia Environment wil zichzelf verder gaan concentreren op hun andere activiteiten zoals afvalverwerking en waterzuivering.

### CAO-conflict 2008
Ook deden de Veolia-chauffeurs mee aan de door de FNV-bond opgeroepen staking. In het begin bleven bijna alle buslijnen gewoon rijden zonder geld op te halen, waardoor de busmaatschappij Veolia ruim 8 miljoen euro verlies maakte. Vanaf 1 juni 2008 stopten de chauffeurs met rijden. De FNV-bond verplichtte de chauffeurs met ingang van 14 juni 2008 ritten in de ochtend- en middagspits te hervatten. Onder spitsuren valt van 7.00 uur tot 10.00 uur en van 16.00 uur tot 19.00 uur. Het CAO-conflict is voorlopig beslecht nadat staatssecretaris Tineke Huizinga toezegde 16 miljoen euro te investeren in het streekvervoer.

## België
Veolia Transport België was een van de grootste busexploitanten van de Vlaamse vervoermaatschappij De Lijn, maar levert geen openbaar vervoer voor eigen rekening en risico. Wel bezit het vier Vlaamse reisbureaus en exploiteert het groepsvervoer zoals VIP-bussen, en op contractbasis schoolbussen en forensenbussen.
Begin maart 2014 werd het bedrijf verkocht aan het Luxemburgse investeringsfonds Cube Infrastructure Fund en GIMV. Met de verkoop werd de naam gewijzigd in Hansea.

## Overig Europa
Veolia Transport is eigenaar van vervoerbedrijven over heel Europa, die overigens niet altijd de naam gebruiken.
- In Frankrijk, Portugal, België en Nederland is Veolia Transport 100% eigenaar van Eurolines.
- Denemarken: Veolia was voor 50% eigenaar van de grote Deense busmaatschappij Combus, maar heeft de aandelen in 2007 aan Arriva verkocht.
- Duitsland: diverse concessies voor regionaal spoorvervoer, daarnaast werd sinds 2002 langeafstandsvervoer tussen Leipzig, Berlijn, Rostock en Warnermünde voor eigen risico onder de naam InterConnex. Deze verbinding wordt per 14 december 2014 opgeheven.[2] Veolia Cargo Deutschland GmbH rijdt goederentreinen en voert spoorinfrastructuurwerken uit.
- Estland: stadsvervoer in Tartu.
- Finland: stadsbussen in Helsinki, daarnaast streek- en lange-afstandsbussen.
- Frankrijk: vele bus- en tramlijnen, onder andere in Bordeaux, Nancy, Rouen en Saint-Étienne. Tevens een aantal toeristische spoorlijnen. Veolia exploiteert ook veerdiensten in onder andere Marseille, Quiberon en Toulon. Vrachtvervoerder 'Veolia Cargo France' (VCF) rijdt in Frankrijk met eigen treinen, zie Andere spoorbedrijven in Frankrijk.
- Groot-Brittannië: na het verliezen van twee spoorconcessies in Zuid-Engeland exploiteert Veolia Transport hier alleen nog enkele buslijnen. Een van de spoorconcessies werd tussentijds beëindigd omdat volgens de Strategic Rail Authority niet voldaan werd aan de concessievoorwaarden.
- Ierland: exploitatie van de tram in Dublin (Luas).
- Noorwegen: diverse concessies voor busvervoer, onder andere in Oslo en concessies voor veerdiensten in Hammerfest en Sandnessjøen.
- Polen: diverse buslijnen, waaronder in Warschau.
- Slovenië: exploitatie diverse streekbuslijnen.
- Spanje: diverse busbedrijven en deelname aan de exploitatie van de tram van Barcelona (Trambaix en Trambesòs).
- Tsjechië: eigenaar van een aantal busbedrijven.
- Zweden: in opdracht van Storstockholms Lokaltrafik exploiteert Connex de metro van Stockholm.

Veolia maakt sinds juni 2008 gebruik van de zes resterende treinstellen van het type: Zweeds: Y 2, Deens: MF op de Stångådalsbanan tussen Linköping C en Kalmar C en de Tjustbanan tussen Västervik en Linköping C.
Verder exploitatie tot juli 2008 van langeafstandstreinen naar het noorden van het land en naar de Noorse stad Narvik.
Veolia exploiteert ook een veerdienst in Göteborg
Veolia Transport nam aan het eind van 2011 de Öresundstrafiken over van DSBFirst. Na een aanbesteding werd op 29 november 2013 bekend dat Veolia Transport per december 2014 de Zweedse trajecten mag rijden voor een periode van 5 jaar met een optie van 2 jaar.
- Servië: eigenaar van een aantal busbedrijven.

## Rest van de wereld

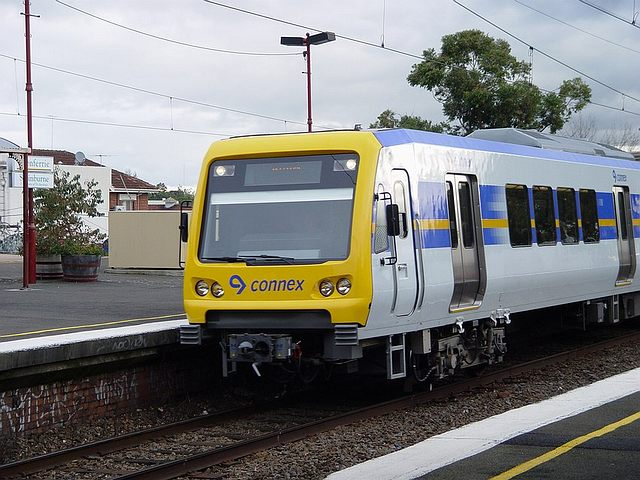
Connex-trein in Melbourne

### Afrika
- Marokko: bus- en tramconcessie in en rondom Rabat.

### Australië
- Australië:
  - Regio New South Wales: exploitatie van diverse buslijnen voornamelijk in de westelijk en zuidelijk gelegen buitensteden van Sydney.
  - Sydney: exploitatie van lightrail-, bus- en monoraildiensten.
  - Regio Queensland: exploitatie van diverse busdiensten.
  - Regio Perth: expploitatie van diverse busdiensten.
  - Regio Zuidwest van West-Australië: exploitatie van diverse busdiensten.
- Nieuw-Zeeland: In Auckland werd Connex de z.g. preferred tenderer voor de plaatselijke verbindingen i.s.m. Auckland Regional Transport Authority (ARTA).
- Nieuw-Caledonië: exploitatie van streekbussen.

### Azië
- Israël: twee concessies voor busvervoer.
- Zuid-Korea: Metrodienst in Seoul.
- Libanon: langeafstandsbussen tussen Beiroet en Tripoli.
- China: diverse busconcessies in onder andere Macau en bezit 50% van Hong Kong Tramways.

### Noord-Amerika
- Verenigde Staten: diverse contracten voor bus-, taxi- en limousinevervoer. Ook diverse treindiensten in onder andere de omgeving van Boston en Miami, lightraildiensten en spooronderhoud.
- Canada: diverse contracten voor busvervoer.

### Zuid-Amerika
- Colombia: deelname aan de exploitatie van stadsbussen in Bogota.
- Chili: concessies voor busvervoer.

## Toekomstig exploitatie
Veolia Transport wil hun exploitatiegebied gaan uitbreiden in Azië en heeft daarom in een paar landen kantoren geplaatst. Het gaat om:
- China
- India

In China heeft Veolia al een aantal busconcessies gewonnen en bezit al 50% van Hong Kong Tramways. In India zijn ze van plan om een metroconcessie te gaan exploiteren. De metro wordt echter nog gebouwd en verwacht wordt dat de metro in 2010 in gebruik genomen kan worden.